# میناهای تپه‌ای
میناهای تپه‌ای یا میناهای گوشواره‌ای (نام علمی: Gracula) نام یک سرده از تیره ساران است.